# Адолф Мецнер
Карл-Адолф Мецнер (Франкентал Вајмарска република, 25. април 1910 — Хамбург, 5. март 1978) је немачки атлетичар који се такмичио у трчању на 400 метара. Био је члан СД Ајнтрахт Франкфурт из Франкфурта на Мајни

## Спортска биографија
Током студија и у својим првим годинама после њих, Мецнер је био успешан атлетичар, посебно на 400 метара, али и на 100 метара у прве две сезоне. Његове предности су биле брзи старт и супериорност у финишу.
У каријери је имао доста успеха на националном првенствина:
- 1931 — Немачки првак на 400 м.
- 1932 — Немачки првак на 400 м.
- 1934 — Немачки првак на 400 м.
- 1936 — Немачки првак са штафетом 4 х 100 м и
- 1937 — Немачки првак са штафетом 4 х 100 м

Мелцер је двоструки учесник Олимпијских игара 1932. у Лос Анђелесу и 1936. у Берлину. У Лос Анђелесу 1932 такмичио се у две дисциплине појединачно на 400 м (13. место) и са штафетом 4 х 400 (4. места). Четири године касније у Берлину учествовао је само на 400 метра и био 23.
Највећи међународни успех постигао је на Европском првенству 1934. у Торину када је у обе дисциплине постао првак Европе освојиши златне медаље. Победничка штафета је трчала у саставу Хелмут Хаман, Ханс Шеле, Хари Фојт и Адолф Мецнер.

## После завршертка спортске каријере
Мелцер је завршио студије медицине у Франкфурту на Мајни 1935, где је касније и докторирао. Од 1947. радио је Хамбургу као истраживач у области спортске медицине, а 1971. постао је професор на Институту за спортску медицину у Хамбургу.
Својим тестаментом Мецнер је оставио почетни капитал од 1 милон марака за оснивање фондације у Франкенталу које је по њему и добила име. Адолф-Мецнер фондација има за циљ да подржи културне и друштвене иницијативе у граду. Између осталог сваке друге године од 1999. додељује се „Адолф Мецнер Музичка награда“, са циљем да промовише младе таленте у области музике.
У његову част у главном парку у граду постављена је бронзана скулптура вајара Фрица Флера, која представља Мецнера као штафетног тркача.

## Значајнији резултати
| Год. | Такмичење          | Место       | Плас. | Дисциплина | Рез.   |
| ---- | ------------------ | ----------- | ----- | ---------- | ------ |
| 1932 | Олимпијске игре    | Лос Анђелес | 4     | 4 × 400 м  | 3:14,4 |
| 1932 | Олимпијске игре    | Лос Анђелес | 13    | 400 м      | 49,2   |
| 1934 | Европско првенство | Торино      |       | 400 м      | 47,9   |
| 1934 | Европско првенство | Торино      |       | 4 × 400 м  | 3:14,1 |
| 1936 | Олимпијске игре    | Берлин      | 23    | 400 м      | 50,2   |

## Лични рекорд
| Дисциплина | Резултат | Место | Датум |
| ---------- | -------- | ----- | ----- |
| 400 метара | 47,8     |       | 1932. |